# Ведерко, Сергей Михайлович
Сергей Михайлович Ведерко (4 февраля 1958, Минск — 31 октября 2015) — белорусский тренер по теннису, теннисист, неоднократный призёр спартакиад народов СССР, неоднократный победитель и призёр Всесоюзных соревнований среди юношей, после завершения карьеры — теннисный тренер, старший тренер Городского центра олимпийского резерва по теннису.

## Биография
Родился 4 февраля 1958 года в Минске в семье часовщиков.
Отец Михаил Антонович Ведерко (12 июня 1928, Ануфровичи - 25 апреля 1973, Минск) - белорусский часовщик, изобретатель, рационализатор, один из основателей и ветеранов Минского часового завода, один из первых работников, которые строили и создавали Минский часовой завод.
Мать Антонина Васильевна Ведерко (урожденная Чурова; 26 марта 1932, Суровка - 26 марта 2018, Минск) - белорусский инженер-конструктор, одна из первых специалистов часовой промышленности Белоруссии, ветеран Минского часового завода.
Теннисом начал заниматься в детстве. Первым тренером был Владимир Борисович Скугарев. Неоднократно становился призёром и победителем республиканских и всесоюзных соревнований. Неоднократный победитель и призёр Всесоюзных соревнований среди юношей, призёр спартакиад народов СССР, кандидат в мастера спорта СССР. После завершения личной спортивной карьеры — помогал в подготовке ведущим теннисистам страны, в том числе был их спарринг-партнером (С. С. Тетерин, С. Н. Леонюк, И. А. Зозуля).
В 1975 году Сергей Ведерко поступил в политехнический институт, который окончил по специальности «промышленное и гражданское строительство». В 1984 году поступил в Белорусский государственный университет физической культуры и получил специальность преподавателя.
Свою тренерскую карьеру он начал в Минском областном совете «Динамо» в 1985 году. В 1990 году работал в СДЮШОР общества «Динамо», под его руководством занималось около 40 юных спортсменов. Затем преподавал в школе СКА. В 2005 году получил высшую квалификационную категорию.
С 16 ноября 2006 года работал тренером в Городском центре олимпийского резерва по теннису.
Умер от острой сердечной недостаточности 31 октября 2015 года. Прощание с покойным состоялось в крипте Святого Николая чудотворца Свято-Елисаветинского монастыря в Минске с участием воспитанников, их родителей, тренеров, родных и близких. Похоронен на Северном кладбище в Минске.

## Воспитанники С. Ведерко
За тридцатилетнюю тренерскую карьеру Сергей Ведерко подготовил плеяду талантливых и успешных юниоров, которые представляют Беларусь на соревнованиях различного уровня. Под руководством капитана Сергея Ведерко национальные юниорские сборные Республики Беларусь неоднократно возвращались с призовыми местами с этапов Кубков Европы. В числе воспитанников Сергея Михайловича победители и призёры первенств и чемпионатов Республики Беларусь, личного и командного первенства Европы по теннису, участники чемпионатата мира, члены национальной сборной команды Республики Беларусь по теннису в розыгрыше Кубка Дэвиса, Александр Зотов, Павел Котляров, Ярослав Шило, Егор Герасимов, Евгения Субботина, Александр Панасик, Антонина Гриб, Анна Ивчик, Диана Назарук, Марат Кузьмицкий, Константин Ачаповский, Александр Малько, Артём Простак, Илья Ивашко, Максим Зубков, Ян Хурсан, Евгений Яковлев, Елена Головнёва, Александр Леоненко, Екатерина Павленко, Садафмо Толибова, Максим Тыбор, Андрей Андрюхов, Антон Лаврик, Артём Бурмистров, Елена Антух, Павел Филин, Владимир Игнатик, Александр Калинин.

## Спортивно-административная деятельность
Являлся членом главного тренерского совета Белорусской теннисной федерации и комиссии по развитию материально-технической базы РОО «Белорусская теннисная федерация». Много раз являлся капитаном сборных команд по теннису.